# Tessaromma truncatispina
Tessaromma truncatispina là một loài bọ cánh cứng trong họ Cerambycidae.